# Еберхард X фон Ербах-Ербах
Еберхард X фон Ербах-Ербах (на немски: Eberhard X von Erbach-Erbach; * пр. 1374; † 23 април 1425) е шенк на Ербах в Ербах в Оденвалд.

## Произход
Той е син на шенк Еберхард VIII фон Ербах-Ербах († 3 септември 1373) и съпругата му графиня Елизабет фон Катценелнбоген († сл. 16 април 1385), внучка на граф Бертхолд III фон Катценелнбоген († 1321), дъщеря на граф Еберхард III фон Катценелнбоген († 1328) и Агнес фон Бикенбах († 1354).
Умира на 23 април 1425 г. и е погребан в манастир Шьонау, където до 1503 г. се погребват шенковете на Ербах.

## Фамилия
Еберхард X фон Ербах-Ербах се жени за Елизабет фон Кронберг († 18 октромври 1411), дъщеря на Хартмуд VI фон Кронберг († 1372) и първата му съпруга Вилибург/Вилебирг фон Изенбург-Бюдинген († сл. 1352). Те имат десет деца:
- Йохан († сл. 1408), рицар на Йоанитския орден
- Лудвиг (* пр. 1414; † сл. 1438), домхер в Шпайер и Вормс
- Енгелхард († сл. 1446), рицар на Йоанитския орден
- Конрад VIII фон Ербах-Ербах (* пр. 1417; † 5 юни 1464), шенк на Ербах-Ербах, женен за Анна фон Бикенбах († 1451)
- Еберхард XI фон Ербах-Ербах († 11 декември 1414), шенк на Ербах-Ербах, женен за Лукардис фон Валдбург († сл. 1440)
- Аделхайд фон Ербах († сл. 1421), омъжена на 24 април 1405 г. за Филип 'Стари' фон Кронберг, рицар, байлиф на Епщайн и Бутцбах (* 9 април 1393; † 1447/1449)
- Ида († сл. 1452), приореса на Либенау (1405) и на Хьохст (1447 – 1452)
- Елза († сл. 1408), монахиня в Хьохст
- Анна, монахиня в Св. Урсула в Кьолн
- Еберхард (* пр. 1391; † 14 октомври 1441)